# Zeeman-effekten
Normal Zeeman-effekt forårsager, at der i lys som udsendes fra en stjerne med selv et svagt magnetfelt, sker en opsplitning af velkendte spektrallinier i 3, hvoraf den ene har sin normale bølgelængde(λ), og de to andre spektrallinier er forskudt til positioner på hver sin side af, og med lige stor afstand fra, spektralliniens normale bølgelængde.
Der findes en anden form for Zeeman-effekt, den "unormale Zeeman-effekt", som forårsages af synkrotronstråling.

## Beregning af Normal Zeeman-effekt
Linieforskydningen beregnes som: δλL = ± 7,9*(λ(Å) / 4101)² (B/1.000.000) Å
Eksempel: (B = 25.000 Gauss; λ = 4861 Å)

δλL = ± 7,9*(4861/4101)² (25.000/1.000.000) Å

δλL = ± 0,2775 Å, dvs. en indbyrdes afstand mellem de to Zeeman-forskudte spektrallinier på 0,555 Å
Følgelig kan man omvendt beregne den maximale (magnetfeltstyrke) for en stjerne.
Eksempel: (λ = 4861 Å og afstanden mellem de yderste linjer = 0,555 Å) – man bruger de yderste, forskudte linjer fordi det giver større præcision

B ≈ ((1.000.000 * δλL) / (2 * 7,9 * (λ / 4101)²) Gauss

B ≈ ((1.000.000 * 0,2775) / (15,8 * (4861 / 4101)²) Gauss

B ≈ 25.000 Gauss.

(Konstanten 7,9 i divisor i beregning af feltstyrken er ganget med 2 ( = 15,8), fordi Zeeman-effekten er ± (dvs. linjer er forskudt både + δλ og – δλ)).

## Note
- I virkelige målinger og beregninger er præcisionen bestemt af spektrallinieopløsningen.